# Bahnneigung

A – Himmelskörper
B – Zentralobjekt
Grün – Referenzebene (z. B. Äquatorebene)
Blau – Orbitalebene (Bahnebene)
i – Inklination
Ω – Länge des aufsteigenden Knotens

Die Bahnneigung oder Inklination eines Himmelskörpers ist in der Himmelsmechanik der Winkel zwischen seiner Bahnebene und einer Referenzebene. Die Bahnneigung ist eines der sechs Bahnelemente der klassischen Bahnbestimmung und wird in diesem Zusammenhang mit dem Symbol {\displaystyle i} bezeichnet. Zusammen mit der Länge des aufsteigenden Knotens definiert sie die Lage der Bahnebene im Raum. Bahnneigungen zwischen 90° und 180° kennzeichnen einen retrograden (gegenläufigen) Orbit.
Die Bahnneigung eines Himmelskörpers steht mit der Richtung des Bahndrehimpulsvektors des Körpers in Zusammenhang. Dieser steht per definitionem senkrecht auf der Bahnebene. Wirkt kein Drehmoment auf den Himmelskörper als Ganzes ein, wie es bei Zentralkräften der Fall ist, so ändert sich der Bahndrehimpuls und damit auch seine Richtung nicht. In diesem Fall hat der Körper eine zeitlich unveränderliche Bahnebene, in der er sich bewegt. Daher bleibt in diesen Fällen, bei fester Referenzebene, auch die Bahnneigung konstant. Dies ist z. B. im Falle von Keplerbahnen (nur zwei Körper im Vakuum) gegeben, und die Bahnebene bleibt in ihrer Ausrichtung unter den Fixsternen stabil. Bei gravitativen Störungen durch dritte Körper wird durch diese ein Drehmoment ausgeübt, sodass sich der Drehimpulsvektor ändert. Dadurch erleidet die Bahnneigung, wie auch andere Bahnelemente, kleine, teilweise periodische Änderungen. Daher werden die Bahnelemente als eine Reihe oskulierender Terme bezüglich einer Epoche angegeben, also als zu einem bestimmten Zeitpunkt gültige Näherungslösung.

## Referenzebene
Die Referenzebene der Bahnneigung hängt vom betrachteten Himmelskörper ab: 
- Im Sonnensystem wird meist die Ebene der Erdbahn (Ekliptik) gewählt, von der die Umlaufbahnen der großen Planeten und des Mondes nur um einige Grad abweichen.
- Für künstliche Erdsatelliten wählt man als Referenz der Satellitenbahnelemente die mittlere Äquatorebene der Erde, Bahnen mit einem Inklinationswinkel nahe 90° heißen Polarorbits.
- Die Inklinationen der planetennahen Monde der anderen Planeten des Sonnensystems werden meist ebenfalls auf die Äquatorebene des umkreisten Planeten bezogen. Dies gilt auch für künstliche Satelliten dieser Planeten (Orbiter). Für weiter entfernte Monde hingegen, wie bspw. den Erdmond erfolgt die Messung in etwa auf die Bahnebene des Planeten im Sonnensystem bezogen. Die genaue Darstellung, die auch für „mittelweit“ entfernte Monde, wie den großen Saturnmond Iapetus, eine zeitlich konstante Referenzebene garantiert, wird durch die Inklination bezüglich der Laplace-Ebene gegeben.
- Die Neigung einer Umlaufbahn eines Exoplaneten oder in einem Mehrfachsternsystem wird gegenüber einer Ebene gemessen, die senkrecht zur direkten geozentrischen Sichtlinie steht. Somit bedeutet {\displaystyle i=0^{\circ }} und {\displaystyle i=180^{\circ }}, dass wir das System direkt „von oben“ sehen, der Bahnpol also auf den Beobachter zeigt, und {\displaystyle i=90^{\circ }}, dass wir die Bahnebene direkt von der „Kante“ sehen (engl. „edge on“).